# 成田長親
成田長親（1545年－1613年1月24日）是日本戰國時代至江戶時代初期的武將。成田泰季的嫡男。母親是太田資顯的女兒。妻子是遠山藤九郎（遠山綱景的兒子）的女兒。

## 經歷
天正18年（1590年），在豐臣秀吉和後北條氏之間的戰爭（小田原征伐）開始後，與
成田氏長屬於北條方並參與小田原籠城。成田氏的本據忍城由氏長的叔父泰季以城代身分守備，但是因為泰季在開戰前死去，因此由兒子的長親成為城代並指揮防衛戰。
進攻忍城的是以石田三成為總大將，率領大谷吉繼、長束正家等秀吉親信並有2萬3千士兵的豐臣大軍。雖然豐臣軍建起巨大的堤防（石田堤）來向忍城發動水攻並發動總攻擊來攻城，但是直到北條方的本城小田原城降伏之前，長親以3千人（5百騎、士分和武裝農民）一直堅守城池。之後與當主氏長一同前往投靠會津的蒲生氏鄉，在移住到下野國烏山後因為與氏長不和而出奔，出家後稱自永齋。
晩年住在尾張國。在慶長17年12月4日（1613年1月24日）死去，享年68歳。

## 登場作品
小説
- （和田龍）
- （風野真知雄）